# دختر افغان

تصویر شربت‌گل که در ۱۲ سالگیِ او در اردوگاهی در پاکستان توسط استیو مک‌کری، عکاس مجلهٔ نشنال جئوگرافیک در سال ۱۹۸۴ گرفته شده بود.

دختر افغان نام عکسی (پرتره‌ای) است که توسط استیو مک‌کری، عکاس آمریکایی، در دسامبر ۱۹۸۴ از دختری با نام شَربَت‌گُل زمانی (به پشتو: شربت ګله) به اردو: شربت گله) در ۱۲ سالگی در یک اردوگاه پناهندگان در شمال‌غرب پاکستان گرفته شده‌است. این تصویر صورت (پرتره) با نقاشی مونالیزا، اثر لئوناردو داوینچی، مقایسه و به مونا لیزای جهان سومِ جهان اول موسوم شده‌است.

## زندگی‌نامه

عکس دختر افغان روی جلد شمارهٔ ژوئن ۱۹۸۵ مجلهٔ نشنال جئوگرافیک

شربت‌گُل (زادهٔ حدود ۱۹۷۲ میلادی) زنی افغان است. هلیکوپترهای اتحاد شوروی در اوایل دهه ۱۹۸۰ در هنگام بمباران افغانستان به روستای او حمله کردند و پدر و مادر شربت‌گل را کشتند و در نتیجه او، خواهران و برادران و مادربزرگ‌شان در ۱۹۸۴ مجبور شدند از میان کوه‌ها به اردوگاه پناهندگی ناصر باغ در پاکستان بگریزند. در هنگام زندگی در اردوگاه پناهندگی در پاکستان، روزنامه‌نگاری به نام استیو مک‌کری که عکاس مجله نشنال جئوگرافیک بود از او عکس انداخت. این عکس روی جلد شماره ژوئن ۱۹۸۵ این مجله چاپ شد و شربت‌گل را معروف کرد. تصویر شربت‌گل که عنوان «فراموش‌نشدنی‌ترین عکس» را به خود اختصاص داد مشهورترین تصویر در تاریخ مجلهٔ نشنال جئوگرافیک به شمار می‌رود که بیش از هرچیز به تصاویرش شهره است.
شربت‌گل زمانی در اواخر دهه ۱۹۸۰ با فردی بنام رحمت گل ازدواج کرد و در ۱۹۹۲ به افغانستان بازگشت. شربت‌گل سه دختر به نام‌های روبینا، زاهده و عالیه دارد. دختر چهارمش در کودکی درگذشت. او گفته که امید دارد کودکانش، تحصیلاتی که خود او نداشت را داشته باشند. در دهه ۱۹۹۰ (میلادی) استیو مک‌کوری چند بار تلاش که شربت‌گل را بیابد اما ناکام بود. شربت را تا سال ۲۰۰۲ به نام «دختر افغان» می‌شناختند تا اینکه استیو مک‌کوری، پس از ۱۷ سال، در سال ۲۰۰۲ دوباره شربت‌گُل را در یک روستای دوردست در شرق افغانستان پیدا کرد. شربت‌گُل به کمک تشخیص عنبیه شناسایی شد.
در اکتبر ۲۰۱۶ شربت گل به اتهام جعل کارت هویت پاکستانی (شناختی کارت) بازداشت شد. دادگاه برای او ۱۵ روز زندان تعیین کرد و قرار شد پس از آن از پاکستان اخراج شود. سازمان عفو بین‌الملل در واکنش به این خبر گفت که «اخراج او نهایت بی‌عدالتی است». وقتی شربت گل به کابل رسید مورد استقبال اشرف غنی رئیس جمهوری و رولا غنی، بانوی اول افغانستان قرار گرفت. به او کلید خانه‌اش در شهرک قصبه را دادند. رئیس جمهور افغانستان به شربت گل وعده داد که به آموزش فرزندانش درمان او توجه خاص خواهد کرد.
پس از اشغال دوباره افغانستان از سوی طالبان، در نوامبر ۲۰۲۱ دفتر نخست‌وزیر ایتالیا اعلام کرد که به شربت‌گل پناهندگی داده است.